# Phoui Sananikone
Phoui Sananikone, né à Vientiane le 6 septembre 1903 et mort à Paris le 4 décembre 1983, est un homme d'État laotien, plusieurs fois premier ministre du Royaume du Laos.

## Biographie
Issu d'une famille de l'aristocratie laotienne, il sert dans l'administration coloniale au temps du protectorat français et devient en 1941 gouverneur de la province du Haut-Mékong. Après le coup de force japonais de mars 1945, il participe à la résistance pro-française, puis soutient le retour aux commandes des Français l'année suivante. 
En 1947, il est élu à l'Assemblée nationale. En février 1950, en pleine guerre d'Indochine, il est nommé premier ministre en remplacement de Souvanna Phouma. Il cherche d'abord à prendre ses distances avec les Français en recherchant le soutien des États-Unis, mais doit bientôt y renoncer, le temps de changer de protecteur n'étant pas encore venu. En novembre 1951, il est remplacé à la tête du gouvernement par son prédécesseur Souvanna Phouma ; il cumule alors les fonctions de vice-premier ministre et de ministre de l'intérieur. En mars 1954, il devient ministre des affaires étrangères. La même année, après la fin de la guerre d'Indochine, il réchappe à l'attentat dans lequel est tué le ministre de la défense Kou Voravong. Cet attentat provoque une grave crise politique au Laos : une rumeur, lancée par des responsables thaïlandais, accuse Phoui Sananikone d'avoir lui-même organisé l'assassinat de Kou Voravong qui était partisan d'une réconciliation avec les rebelles communistes du Pathet Lao,.
Redevenu premier ministre en 1959, il aligne nettement la politique du Laos sur celle des États-Unis, et assume la rupture avec le Pathet Lao alors que le royaume replonge en pleine guerre civile. Fin 1959, il doit à nouveau quitter le poste de premier ministre, pour n'avoir pas su résoudre les conflits internes au gouvernement. Chef du parti conservateur Rassemblement du peuple lao, il revient à l'assemblée nationale, dont il est le président de 1960 à 1974.
Après la prise du pouvoir par les communistes au printemps 1975, il s'exile en Thaïlande, puis en France, où il anime un gouvernement en exil monarchiste. Condamné à mort par contumace au Laos, il meurt en France en 1983.